# لي بو
لي بو (بالصينية: 李博) هو عالم نبات وسياسي صيني، ولد في 15 أبريل 1929، وتوفي في 21 مايو 1998 بسبب حادث مرور. انتخب عضو مجلس الشعب الصيني ‏ خلال فترته النيابية ‏.